# Réserve naturelle du lac de Penne
La réserve naturelle du lac de Penne est un espace naturel protégé créé dans les Abruzzes en 1987. Elle est située dans la commune de Penne, dans la province de Pescara,.

## Description
La réserve de 150 ha, créée en 1987, se trouve au pied du Gran Sasso avec son lac artificiel de 70 ha créé lors de la construction du barrage. Elle dispose d'une zone de protection externe qui dépasse les 1 000 ha.
La Réserve est gérée par un comité, avec la municipalité de Penne, le Consortium Central de Réclamation et le WWF Italie. C'est aussi une zone spéciale de conservation (IT7130214) qui fait partie du réseau Natura 2000.
La Réserve est un lieu de repos et de reproduction important pour l’avifaune sédentaire, migratrice et nicheuse. Le bihoreau gris (Nycticorax nycticorax), qui est également le symbole de l'aire protégée, niche depuis plusieurs années dans la zone humide de la réserve.
Certaines initiatives importantes de conservation de la faune ont été lancées dans la réserve, notamment le projet WWF Italie Loutre, avec la création d'un centre de reproduction et d'éducation pour les mustélidés, extrêmement rares, sur les rives du lac de Penne. Un autre mammifère encore visible aujourd'hui dans la réserve est le blaireau européen, ainsi que de nombreux petits rongeurs.

### Flore
À l'intérieur de la réserve se trouve le jardin botanique de Penne, dont le symbole est la Typha minima, mais on y trouve aussi diverses plantes aromatiques comme le thym, la marjolaine, la lavande et la menthe.

### Avifaune
Dans les zones humides on peut apercevoir : le grèbe huppé, l'aigrette garzette, la grue royale, l'ibis falcinelle…

## Galerie

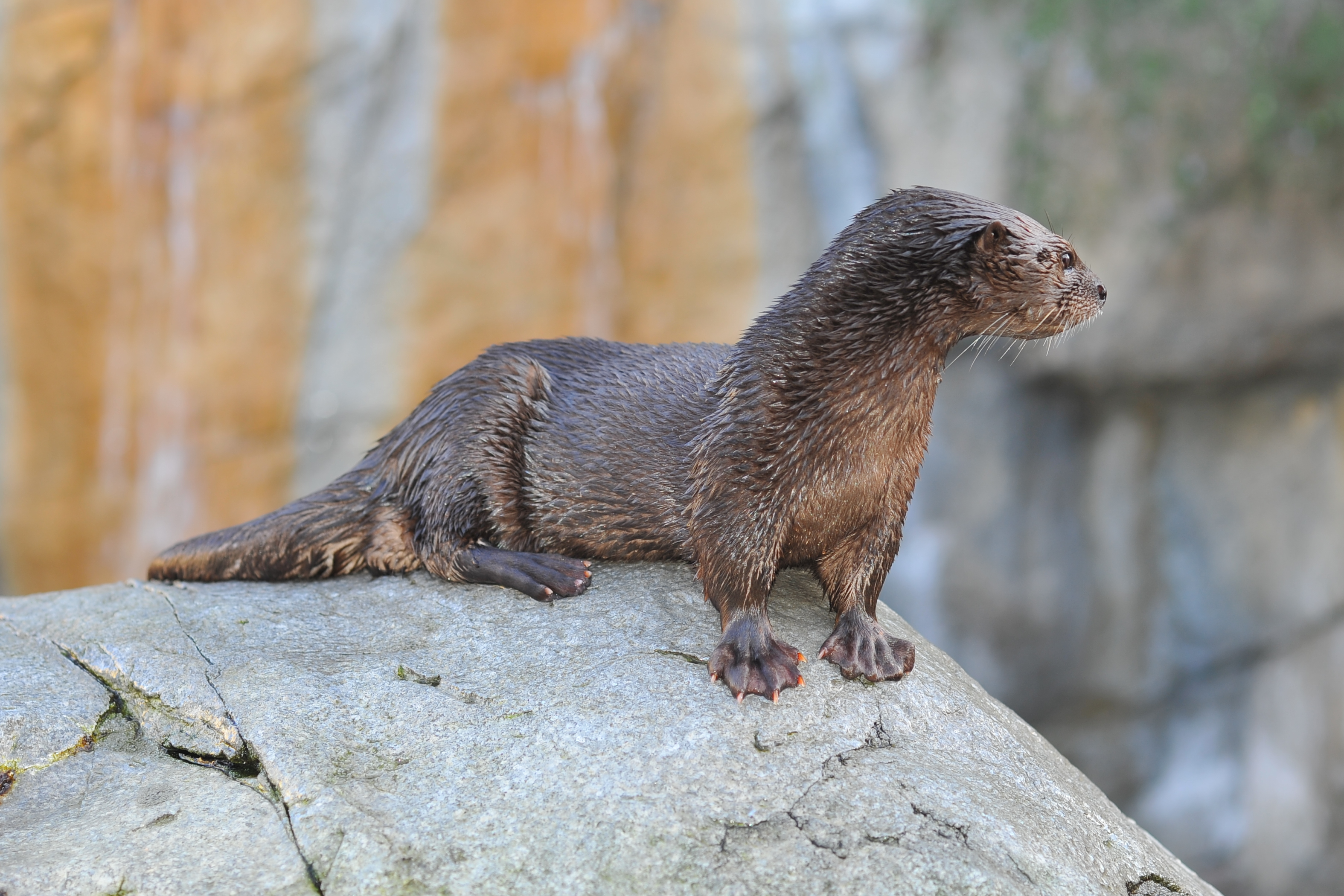
Loutre.
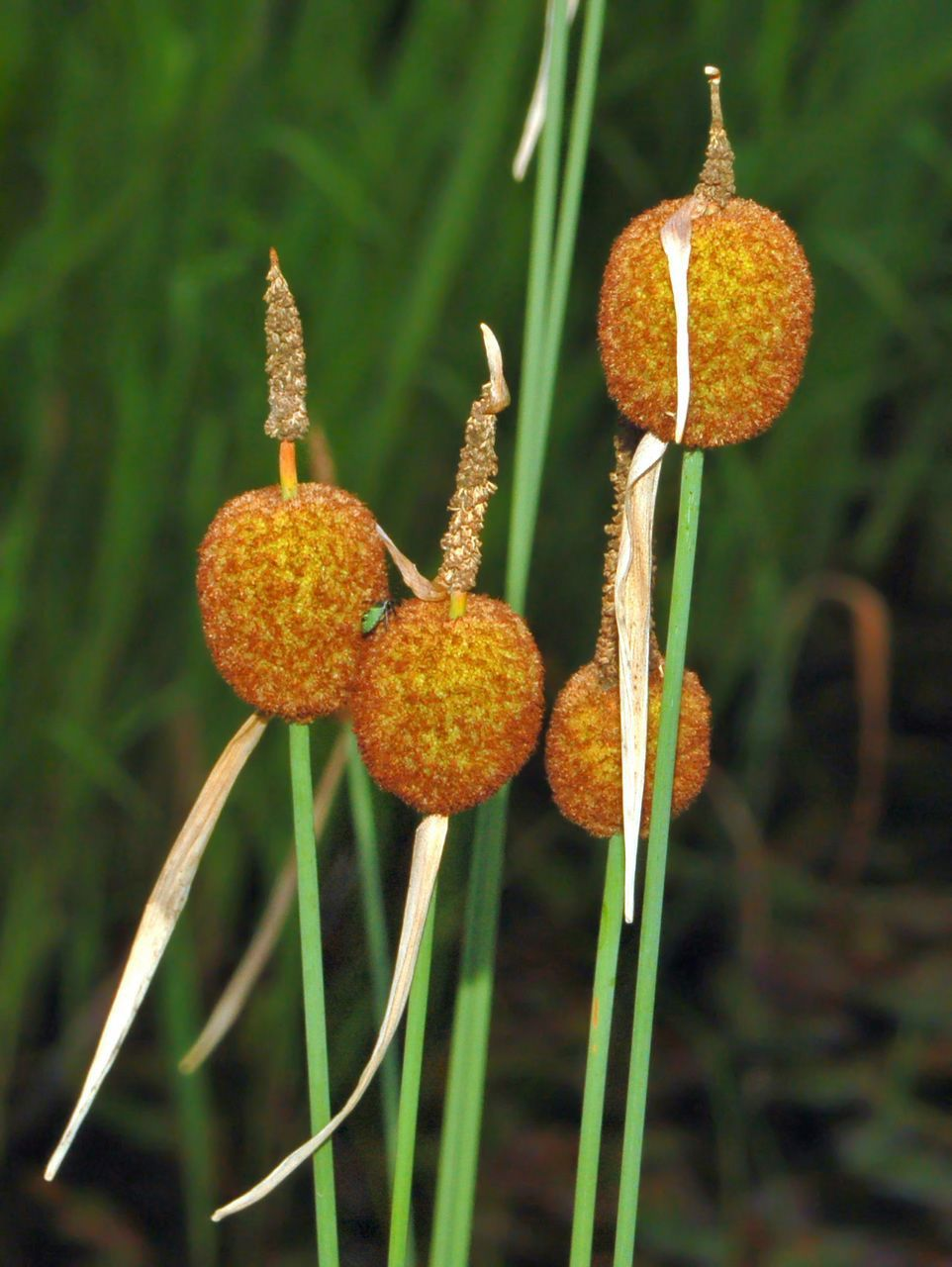
Typha minima.
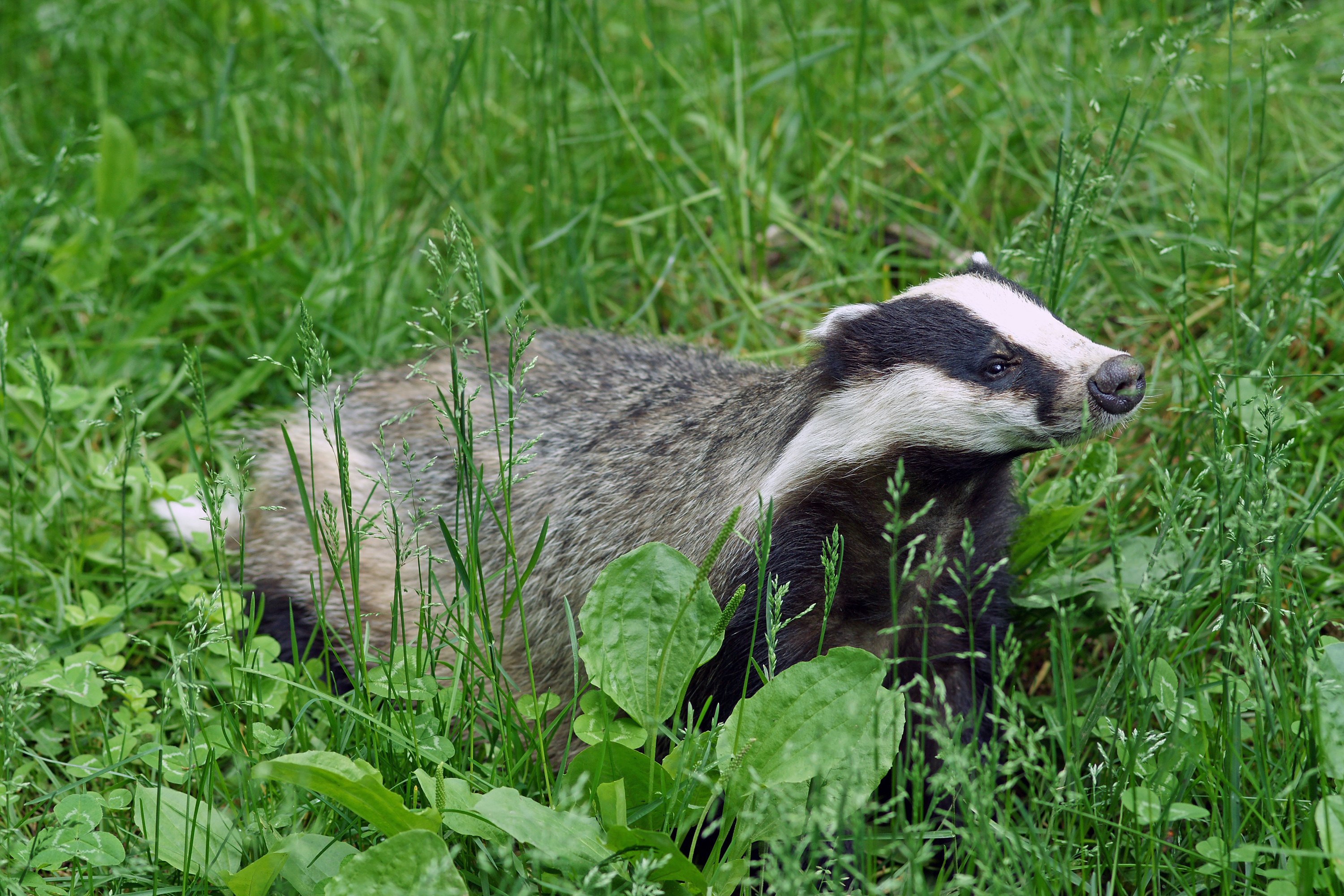
Blaireau.
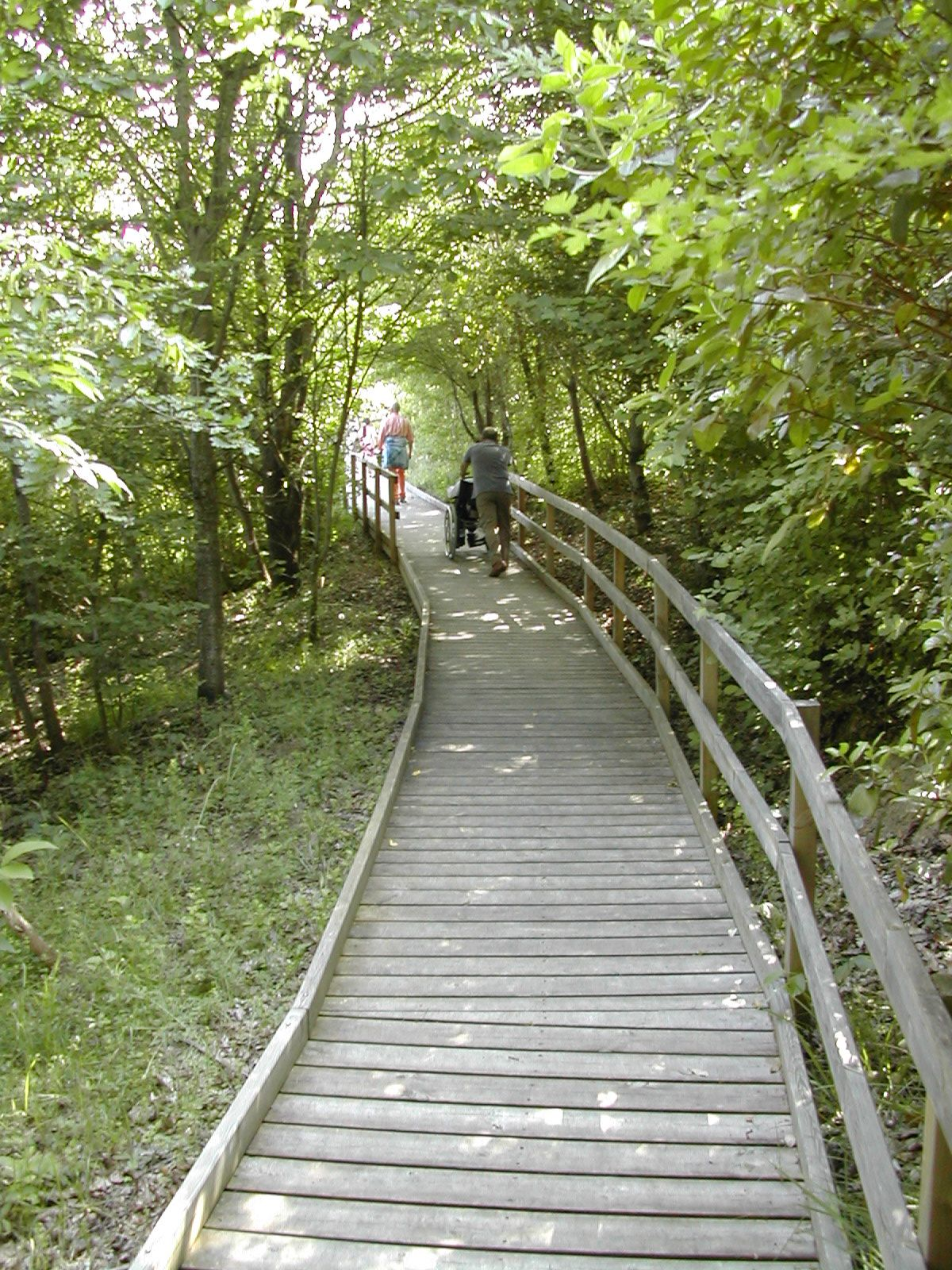
Sentier nature.